# 洪沁慧
洪沁慧（1980年3月7日—）是一位台灣職業高爾夫球員，出生於台灣高雄市。洪沁慧主要參加美國女子高爾夫球巡迴賽（LPGA）。目前女子高爾夫世界排名為第210名。2012年改名為洪晏瑀。英文名則仍沿用Amy Hung。

## 生平
洪沁慧在1992年獲得世界青少年高爾夫球錦標賽11歲至12歲組的冠軍（Junior World Golf Championships）
。她在2003年成為職業高爾夫球員，隔年則加入美國女子高爾夫球巡迴賽。
洪沁慧在2003年也獲得中國女子高爾夫球公開賽業餘組冠軍。

## 外部連結
- 官方网站
- Profile on Yahoo! Sports （页面存档备份，存于）
- Photos from WireImage